# 黒森神社
黒森神社（くろもりじんじゃ）は、岩手県宮古市に存在する神社。重要無形民俗文化財の黒森神楽が舞われるほか、『権現様』と呼ばれる岩手県の指定文化財にもなっている獅子頭が多数保存されている。

## 歴史・概要
宮古市中心部から北に2km程の位置にある、標高310.5ｍの黒森山の山中に存在する。黒森山の麓の遺跡からは奈良時代のものとみられる密教法具が出土しており、古くから霊山として地域の信仰を集める場所であった。明治以前は『黒森権現社』と呼ばれ、千手観音を祀っていたとされる。古くから山伏の修行の場として栄え、社に伝わる重要無形民俗文化財の黒森神楽はこうした修験者により伝えられてきた、東北地方に多く残る山伏神楽の代表的なものである。

建武元年（1334年）の鉄鉢や南北朝時代のものとみられる獅子頭など多くの文化財も残されており、また当時の支配者であった南部氏の名の見える室町時代の棟札も存在するなど代々盛岡藩主からの信仰も厚く、社殿の再建や修復に援助するなどの保護を受けてきた。